# ロジクレイア・カンポス
ロジクレイア・カンポス（Rosicléia Cardoso Campos 1969年11月7日 - ）は、ブラジルのリオデジャネイロ出身の柔道家。階級は66kg級。身長175cm。段位は6段。現在はネイ・ウィルソン、ルイス・シノハラ、マリオ・ツツイとともにブラジルの柔道ナショナルチーム、特に女子代表チームを引率している。

## 人物
1992年のパンナム選手権66kg級で3位になった。しかし、バルセロナオリンピックでは初戦でベルギーのハイジ・ラケルスに合技で敗れた。1996年にはパンナム選手権で再び3位になった。しかし、アトランタオリンピックでは初戦で韓国の曺敏仙に縦四方固で敗れると、敗者復活戦でも中国の王顕波に有効で敗れて、結局オリンピックでは1勝もあげられずに終わった。引退後、2005年からはブラジル女子ナショナルチームを任せられることになった。2008年の北京オリンピックでは57kg級のケトレイン・クアドロスがブラジル女子としてオリンピックでは初めてのメダルとなる銅メダルを獲得した。2011年にはブラジルオリンピック委員会からベスト女性コーチ賞を授与された。2012年のロンドンオリンピックでは48kg級のサラ・メネゼスがブラジル女子として初の金メダルを獲得した。2013年に地元のリオデジャネイロで開催された世界選手権では57kg級のラファエル・シルバが、世界選手権ではブラジル女子初となる優勝を飾った。世界団体では決勝で日本チームに敗れたものの2位となった。2014年の世界選手権では78kg級のマイラ・アギアルが優勝を飾った。このように指導者としては就任以降、着々と実績を積み上げている。一方で、コーチボックスにおける激越な掛け声や身振り手振りがよく話題になる人物としても知られる。試合では審判の「マテ」が掛かっている時以外、コーチボックスに陣取るコーチは選手に声を掛けてはならないが、その禁を破って退場処分に科せられることも度々ある。かくの如きパフォーマンスを示すことから、世界の柔道界で最も情熱的なコーチとも評されている。2021年にはコーチ業を引退することになった。

## 指導した主なブラジル女子選手
- サラ・メネゼス -　2012年のロンドンオリンピックではブラジル女子初となるオリンピックでの金メダルを獲得。世界選手権では3度銅メダルを獲得。
- マイラ・アギアル -　ロンドンオリンピックでは銅メダルを獲得。2014年の世界選手権では金メダルを獲得。世界選手権では他に銀メダル1つと銅メダル2つを獲得。
- ラファエラ・シルバ -　2013年の世界選手権57kg級でブラジル女子初となる世界選手権での金メダルを獲得。世界選手権では他に銀メダルを獲得。
- マリア・アルテマン -　世界選手権では銀メダル2つを獲得。
- エリカ・ミランダ -　世界選手権では銀メダルと銅メダルを獲得。
- ケトレイン・クアドロス -　2008年の北京オリンピック57kg級では、ブラジル女子初のオリンピックでのメダルとなる銅メダルを獲得。

## 主な戦績
- 1992年 - パンナム選手権　3位
- 1992年 - アメリカ国際　3位
- 1993年 - イタリア国際　優勝
- 1993年 - オーストリア国際　3位
- 1994年 - アメリカ国際　2位
- 1996年 - イギリス国際　3位
- 1996年 - イタリア国際　2位
- 1996年 - パンナム選手権　3位
- 2000年 - 南米選手権　2位(70kg級)